# Разувание
Разувание — древнерусский свадебный обряд, символизирующий покорность жены мужу.

## Обычай
На Русском Севере долго сохранялся этот обычай в брачную ночь. Уходя из спальни, дружка советовал новобрачной: «Ты (имя) мужа разувай, по имени, по извоченью (отчеству) извеличай!». Молодая становилась на колени перед сидящим на постели мужем и снимала с него правый сапог, а он слегка ударял её плёткой, которую вынимал из левого сапога. Жена припадала к ногам мужа и касалась челом его сапога; муж покрывал её полой кафтана в знак будущего покровительства и защиты. Иногда клали монету в тот сапог, который снимала молодая.

## История
Древнейшее свидетельство о разувании находится в Лаврентьевской летописи 980 года; Рогнеда говорит о князе Владимире: «не хочу розути сына рабичича, но Ярополка хочу».
Разувание встречается в былинах (например, в былине об Иване Годиновиче: «разуй у меня сафьян сапог!»), в украинских народных песнях.
В Германии времён Лютера молодая в первую брачную ночь снимала с мужа сапоги.
От свадебного разувания произошло гадание: парень ложится спать, не снимая одного сапога, и загадывает о суженой. Если во сне девушка снимет с него сапог, значит, ему скоро жениться.